# Tunnel Ringtee-Aardla
Le tunnel du carrefour Ringtee-Aardla  (en estonien : Ringtee-Aardla ristmiku tunnel) est un tunnel de circulation douce à Tartu en Estonie.

## Présentation
Le tunnel est situé à la frontière de Ränilinn et de Tammelinn sous l'intersection des rues Lääneringtee et Aardla tänav. Le tunnel a été ouvert le 14 septembre 2007.
Le tunnel avec une structure en caisson d'acier construit sur une fondation en béton armé mesure 46 mètres de long, 5 mètres de large et 3,2 mètres de haut. Le tunnel est destiné aux piétons et aux cyclistes.

## Galerie

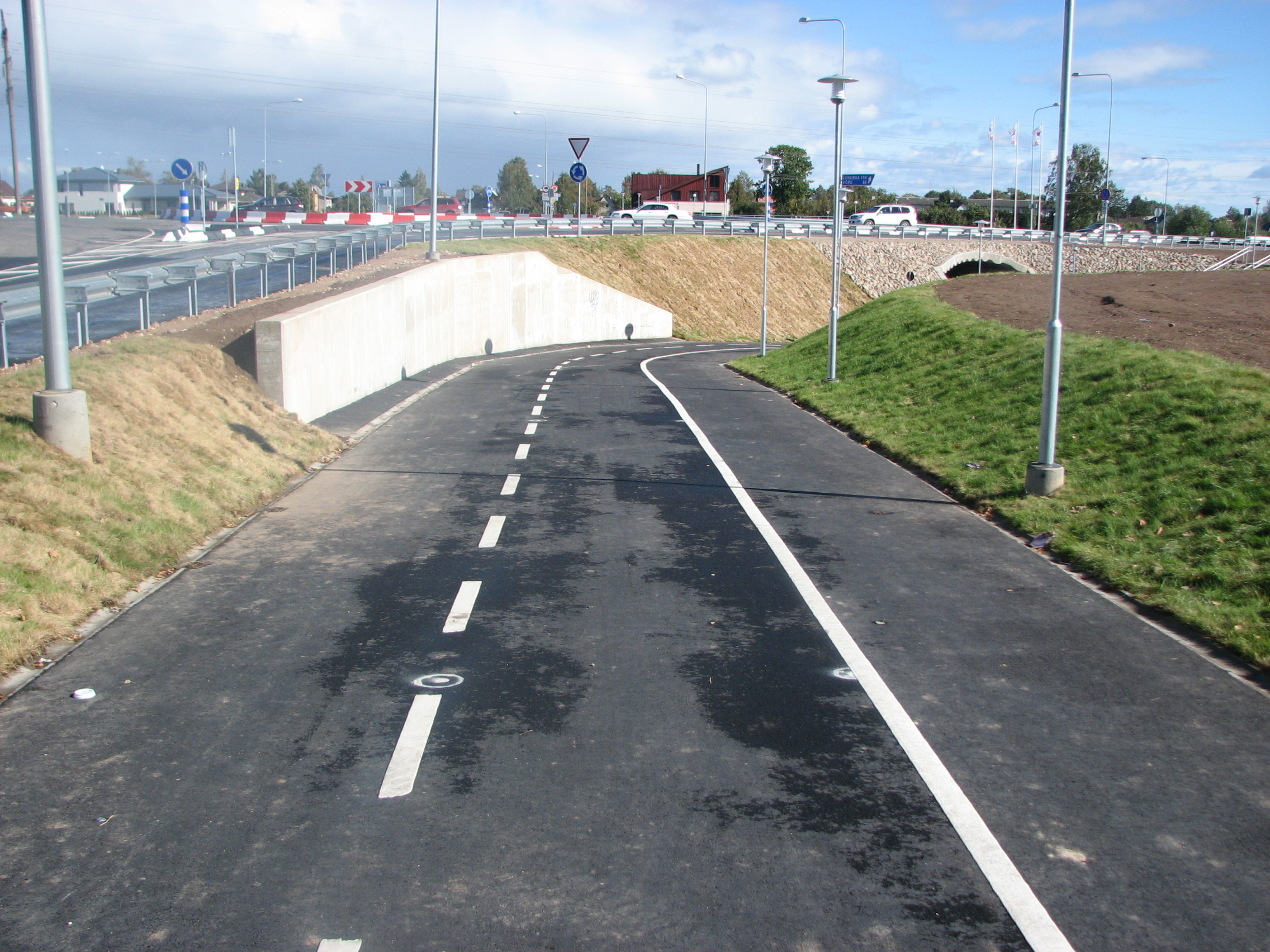
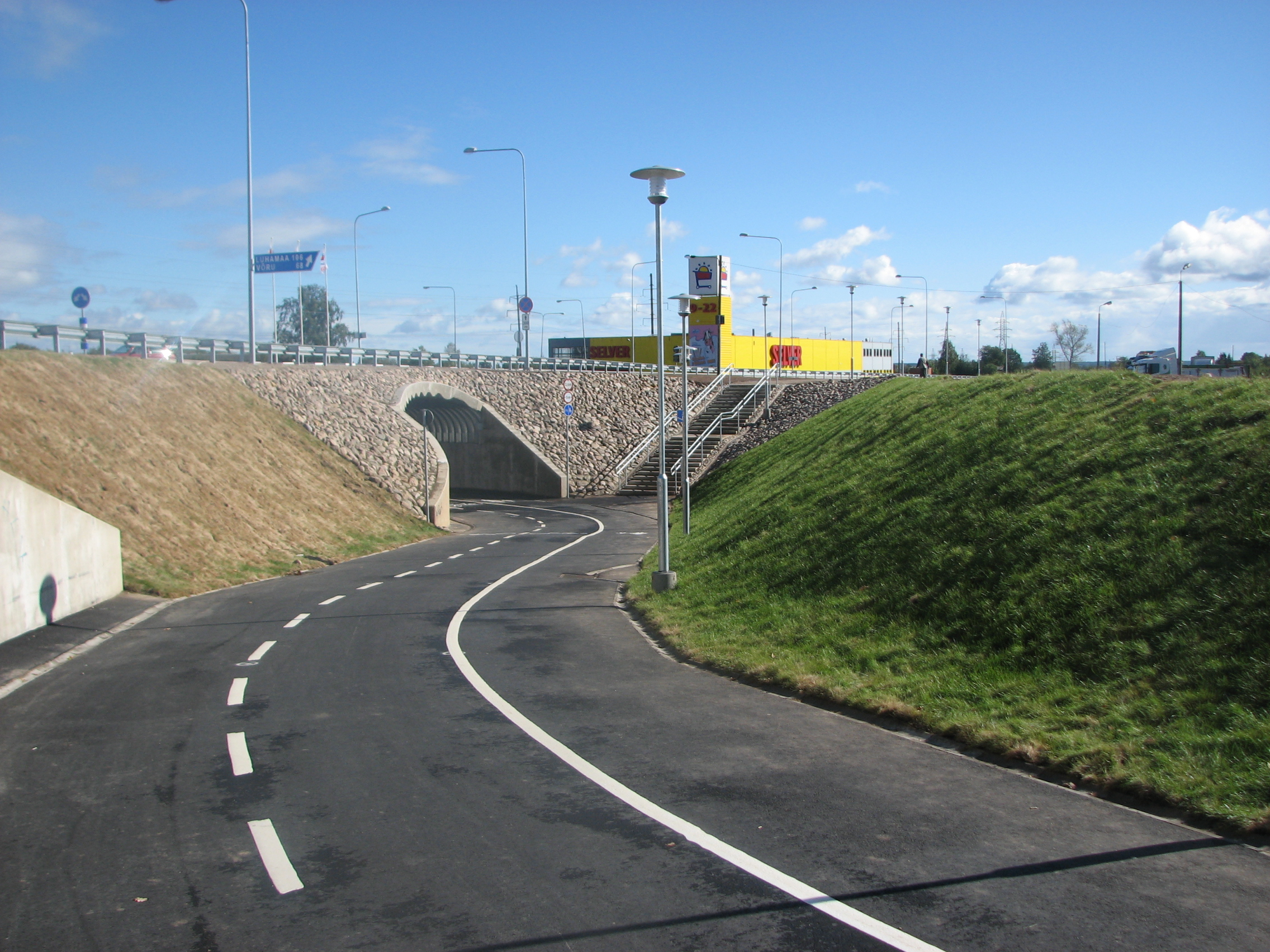
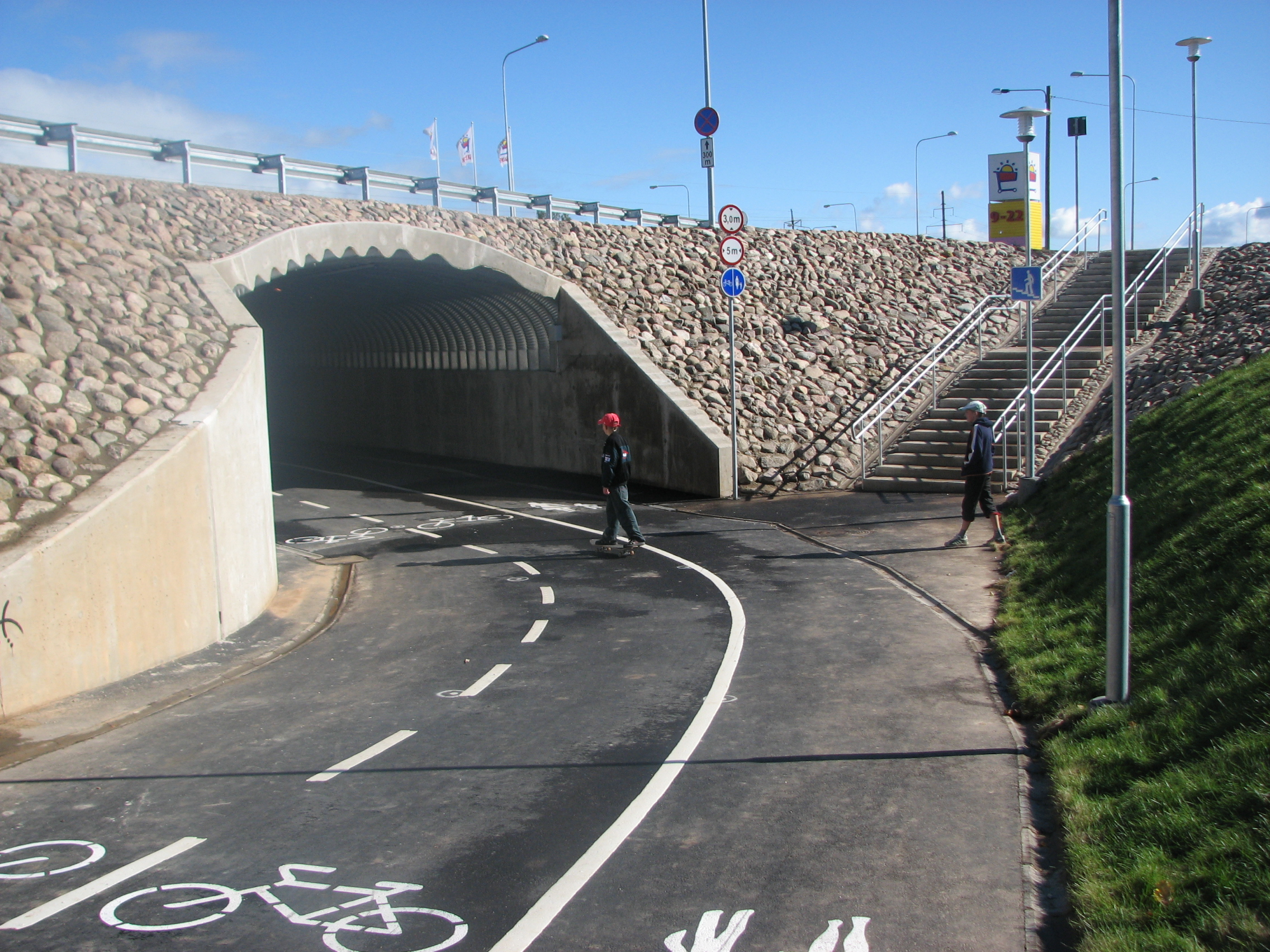
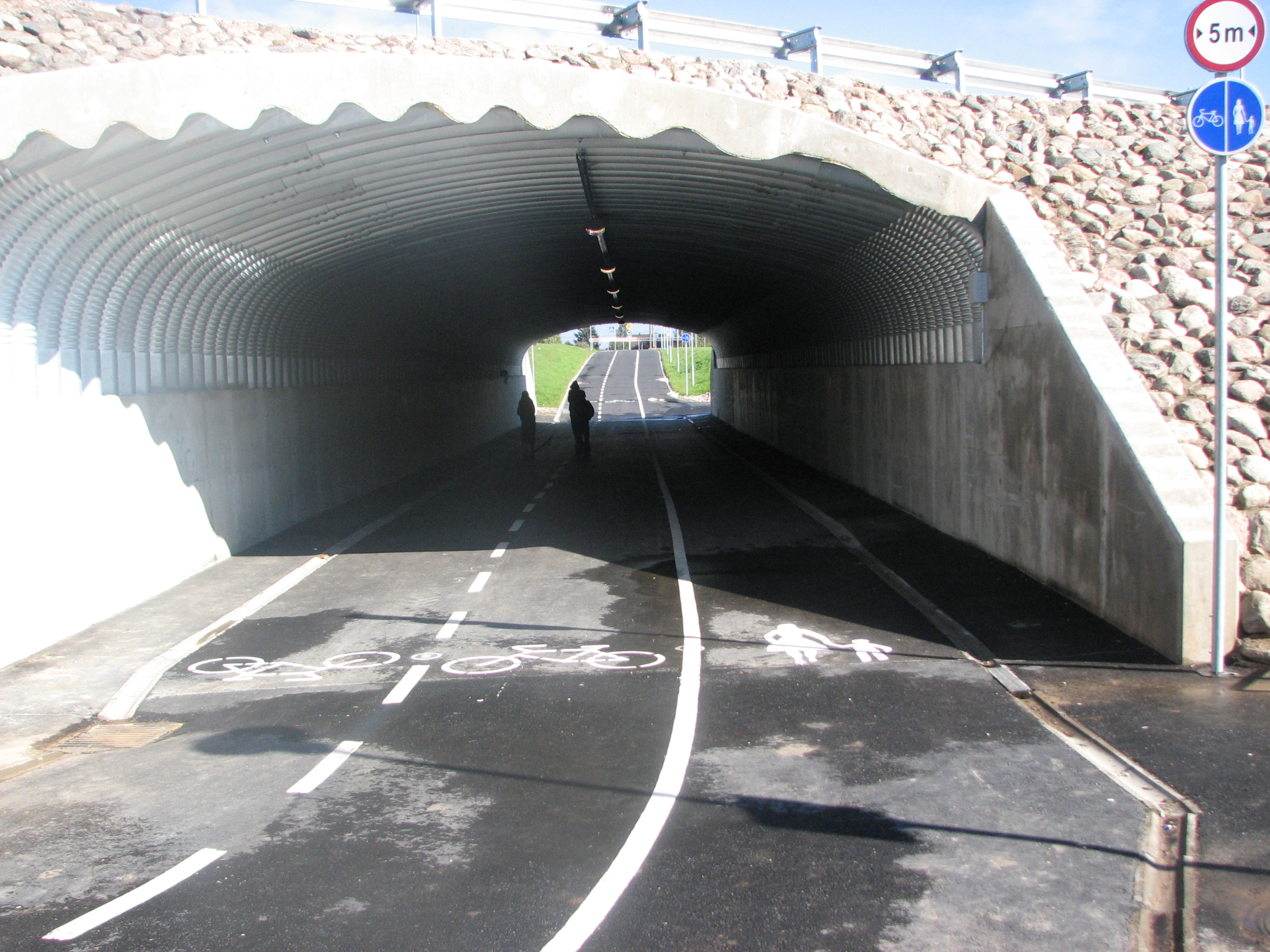

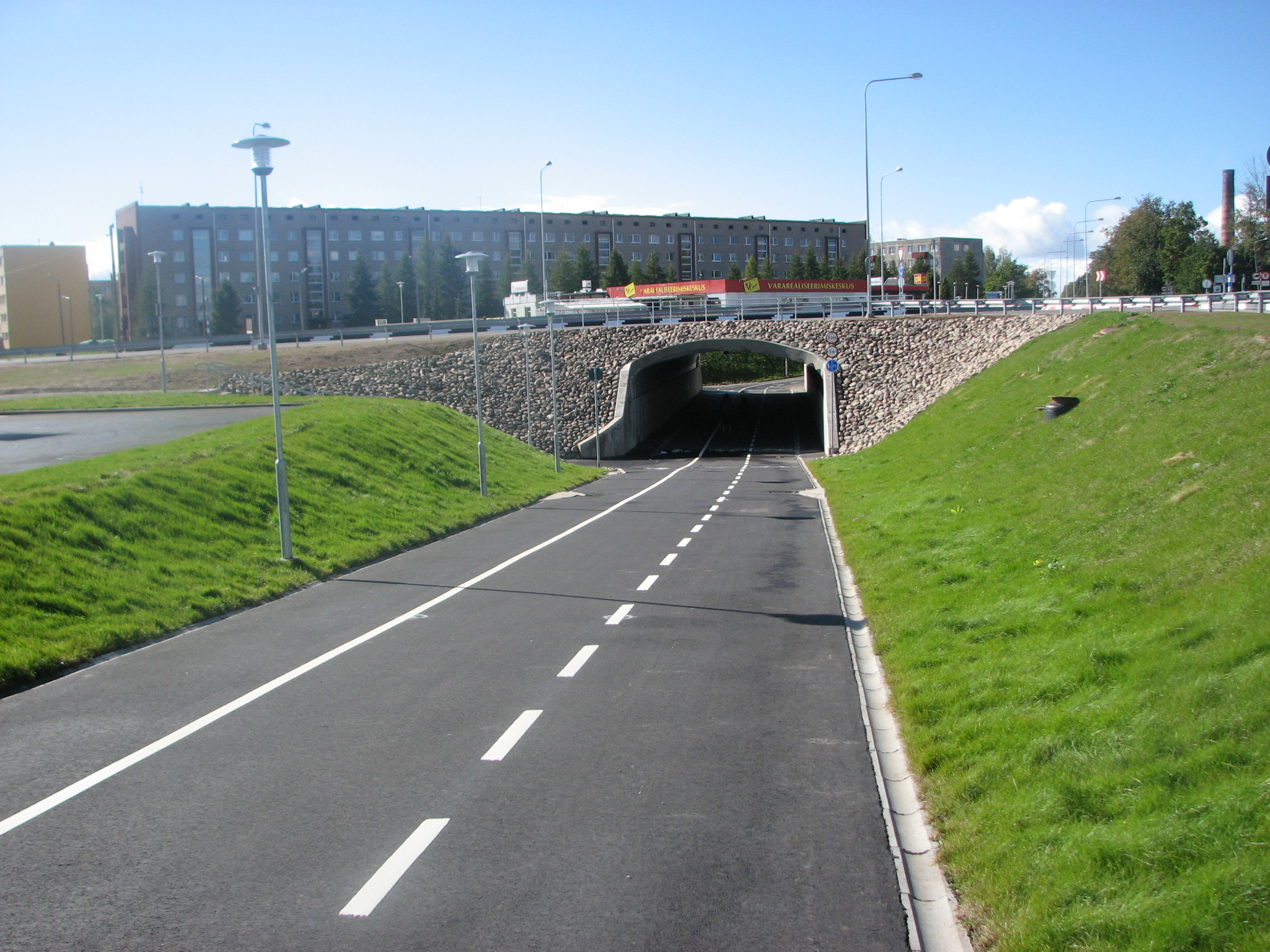
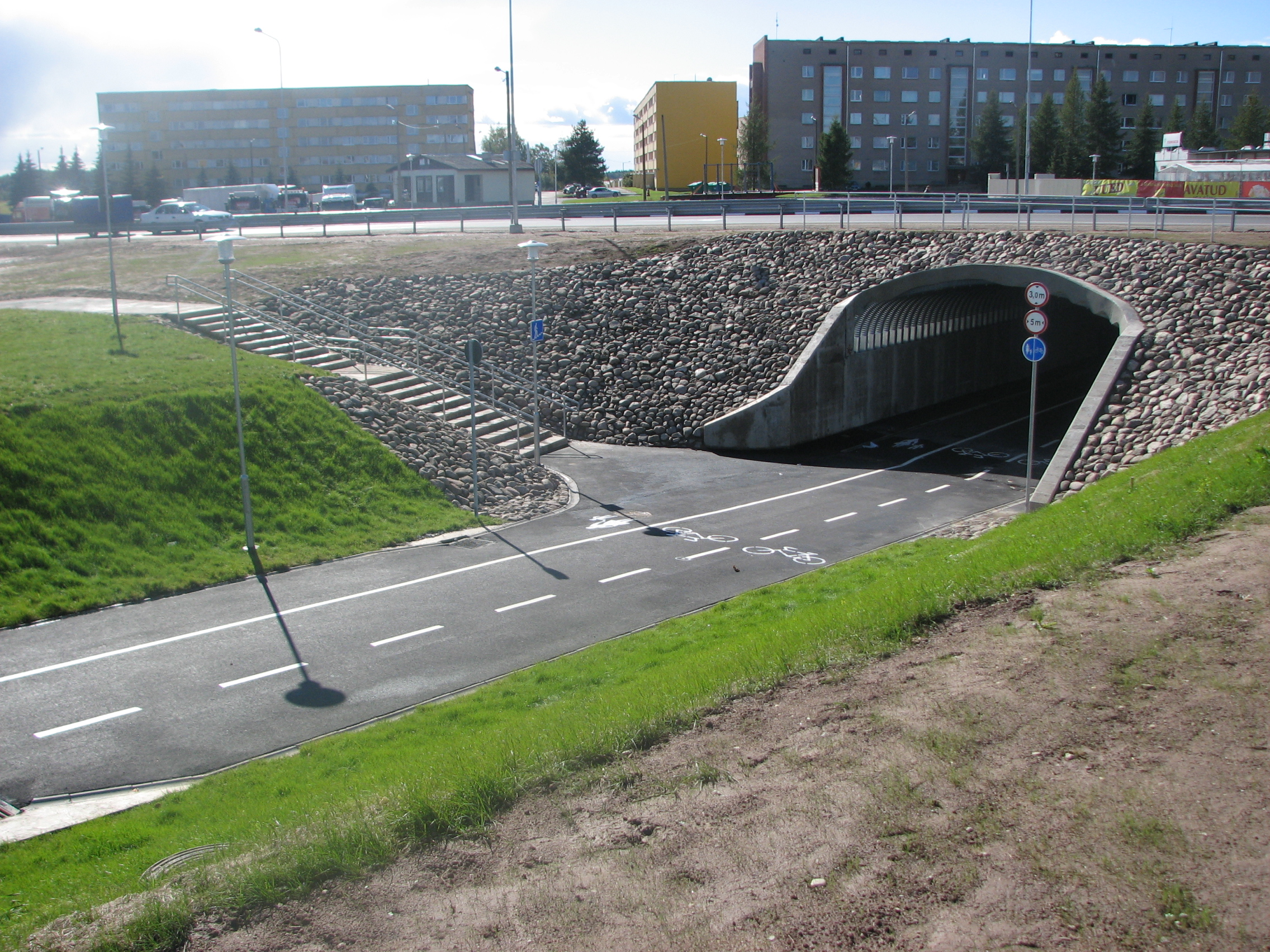

Vue de l'ouest
Vue de l'est